# Левадна Олеся Федорівна
Оле́ся Фе́дорівна Лева́дна (Федотівна) (14 травня 1905 — 3 березня 1988) — українська бандуристка.

## Життєпис
Народилася в 14 квітня 1905 році в м. Решетилівці Полтавської області.
Навчалася грати на бандурі у В. Осадка в Решетилівці.
Мала гарний альтовий голос.
В 1930 переїхала в Красноград на Харківщині і почала вивчати гру на бандурі в Г. Хоткевича.
З 1934 р. працювала солісткою Харківській філармонії.
Під час війни гастролювала як артистка Української драматичного театру.
З 1946 солістка Тернопільської філармонії, а з 1948 р в Дрогобичі в ансамблі Верховина.